# Lloro capblau
El lloro capblau (Pionus menstruus) és una espècie d'ocell de la família dels psitàcids que habita zones boscoses i algunes terres de conreu d'Amèrica Central i del Sud, des de l'est de Costa Rica i Panamà, cap al sud, per Colòmbia, Veneçuela, Trinitat i Guaiana, cap al sud, per un costat dels Andes fins a l'oest de l'Equador i per l'altre fins a l'est del Perú, nord i est de Bolívia i Brasil amazònic i oriental.